# Lauda-Königshofen
Lauda-Königshofen – miasto w Niemczech, w kraju związkowym Badenia-Wirtembergia, w rejencji Stuttgart, w regionie Heilbronn-Franken, w powiecie Main-Tauber. Leży nad rzekami Tauber i Grünbach, ok. 10 km na południe od Tauberbischofsheim, przy drodze krajowej B290 i linii kolejowej Stuttgart–Würzburg; Aschaffenburg–Crailsheim.

## Współpraca
Miejscowości partnerskie:
- Boissy-Saint-Léger, Francja
- Gaukönigshofen, Bawaria (kontakty utrzymuje dzielnica Königshofen)
- Paks, Węgry
- Rátka, Węgry

## Urodzeni w Lauda-Königshofen
- Johann Martin Schleyer – ksiądz

## Galeria

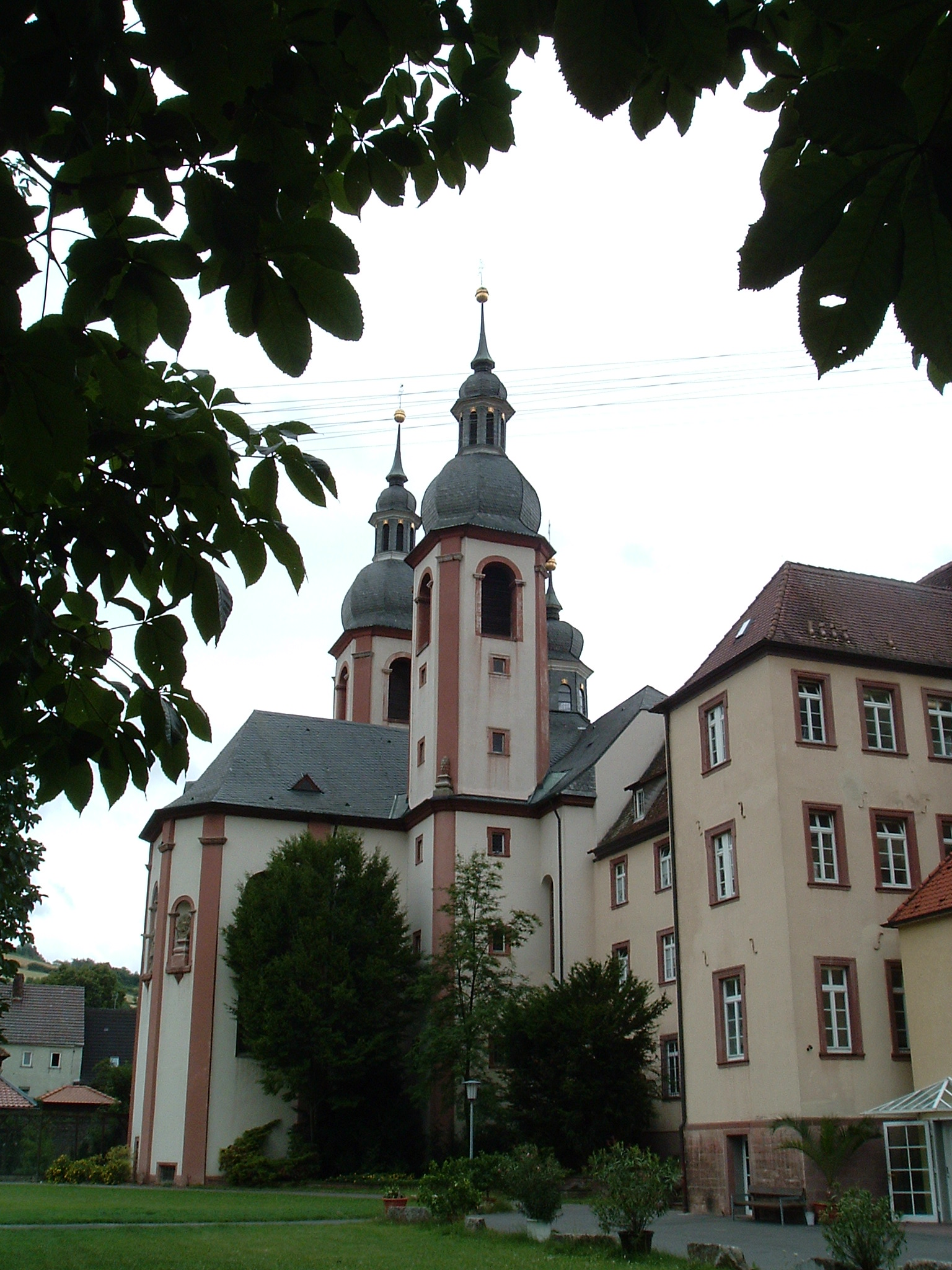
Barokowy kościół
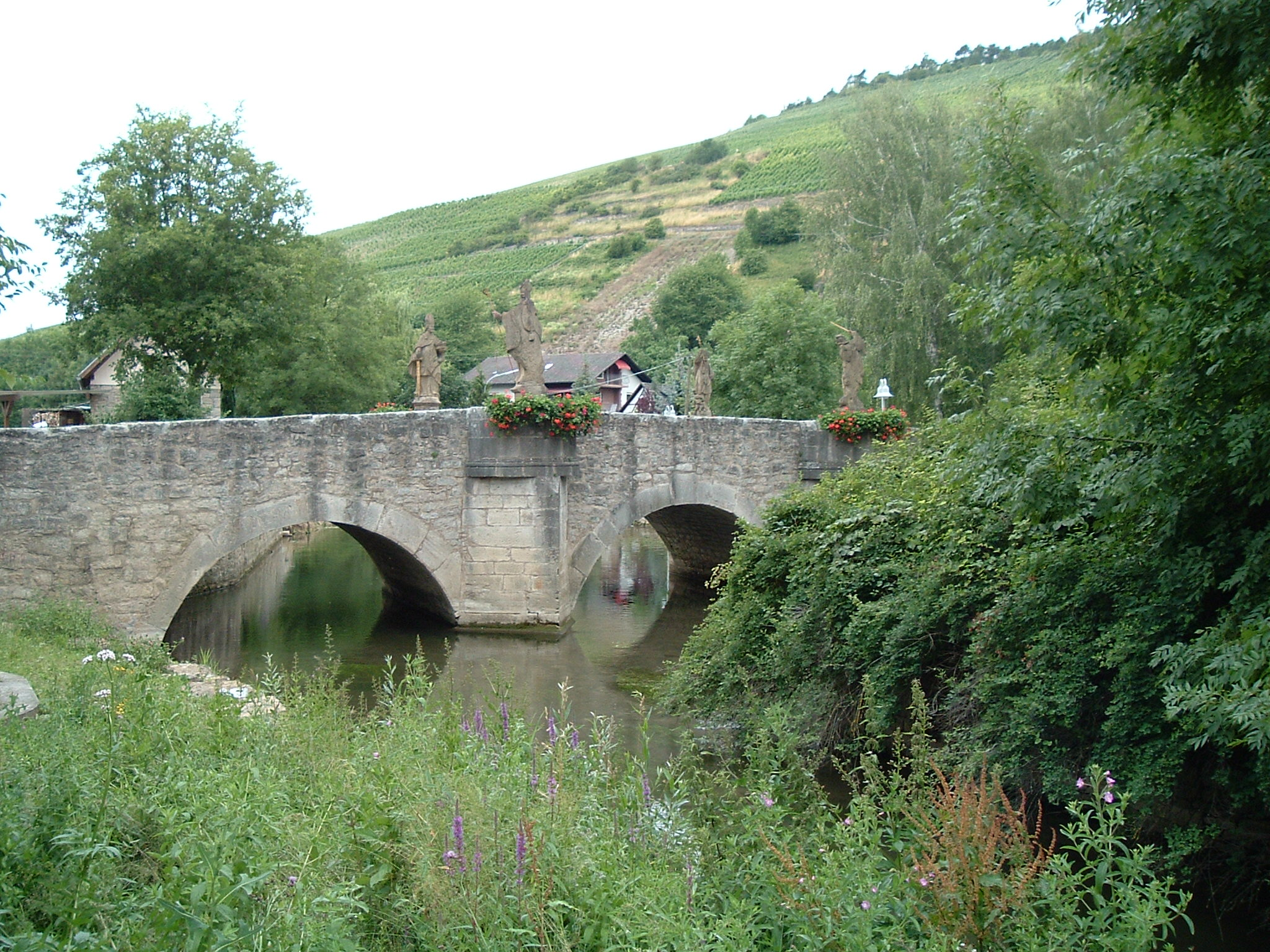
Most na Grünbach